# Heteroonops andros
Heteroonops andros là một loài nhện trong họ Oonopidae.
Loài này thuộc chi Heteroonops. Heteroonops andros được miêu tả năm 2009 bởi Norman I. Platnick & Dupérré.